# الرجال لا يتزوجون الجميلات (فلم)
الرجال لا يتزوجون الجميلات هو فيلم مصري عرض عام 1965، بطولة شويكار وأحمد خميس وحسين الشربيني وماجدة الخطيب، ومن إخراج أحمد فاروق.

## قصة الفيلم
تعاني الفتاة كريمة من عقدة نفسية بسبب أنفها الضخم لذا فهي تعرف أن الرجال يحجمون عن الزواج منها، تتعرف على المهندس حسن وهو يشبهها في السمات، فهو معقد من النساء الحسناوات بعد أن خانته زوجته الجميلة وقرر أن يتزوج من امرأة غير حسناء، وتعيش كريمة سعيدة مع زوجها، وتقرر أن تجري عملية تجميل لأنفها.

## طاقم التمثيل
- شويكار: (كريمة)
- أحمد خميس: (المهندس حسن)
- حسين الشربيني: (مجدي)
- ماجدة الخطيب: (نادية)
- زوزو حمدي الحكيم: (والدة حسن)
- عزيزة حلمي: (والدة كريمة)
- سعد أردش: (د. كمال)
- يعقوب ميخائيل: (عبد الخالق والد كريمة)
- عبد الخالق صالح: (عباس)
- زينب نصار
- سامية دياب
- طارق أنور: (حمدي - طفل)
- سوسن نجيب: (كوثر - طفلة)

## فريق العمل
- إخراج: أحمد فاروق
- قصة: هيلين خياط
- سيناريو وحوار: أحمد عبد الوهاب
- مدير التصوير: مجدي سعد
- مونتاج: مصطفى مختار
- موسيقى تصويرية: سليمان جميل
- إنتاج: الشركة العامة للإنتاج السينمائي العربي
- توزيع: الشركة العامة لتوزيع وعرض الأفلام السينمائية